# Kingda Ka
A Kingda Ka egy 139 méter magas hullámvasút, mely a Six Flags Great Adventure vidámparkban található Jacksonban (New Jersey, USA).
Ez a világ legmagasabb hullámvasútja, és 2010 novemberéig a világ leggyorsabb hullámvasútja is volt (ekkor nyílt meg a Formula Rossa Abu-Dzabiban), hidraulikus kilövő szerkezetének segítségével 3,5 másodperc alatt éri el a 206 km/h sebességet. A gyorsító szakasz végén kocsijai a hullámvasút tetejéig, 139 méter magasságig mennek fel.

## Eseményei
A Kingda Ka hivatalosan 2004. szeptember 29-én nyitott meg a média és a rajongók számára. Akkor a világ legmagasabb és leggyorsabb hullámvasútja volt 139 méteres magasságával és 206 km/h sebesség 3,5 másodperc alatt történő elérésével. A legmagasabb és leggyorsabb pozíciót a Cedar Point vidámparki (Sandusky, Ohio) két évvel korábban épült Top Thrill Dragstertől vette át. Mivel az Intamin tervezte mindkét hullámvasutat, kivitelezésük szinte egyforma, csak a témájukban térnek el. 2005. január 13-án fejeződött be a Kingda Ka építése, mellyel elérte a 139 méteres magasságát. A nyilvánosság előtt 2005. május 21-én nyitották meg, mely előtt két napig a média rendelkezésére állt a játék.
2005. június 6-án egy tesztmenet során villámcsapás miatt meghibásodott a szerkezet, emiatt 2005 augusztusáig bezárták, akkor építették át a bejárat előtti sorban álló területet is. 2009 májusában ismét történt egy villámcsapás okozta meghibásodás, mely megbízhatatlanná tette a vasutat és komolyabb javítást igényelt. 2009. május 31-étől június 24-éig még működött, majd 2009. augusztus 21-ig karbantartás miatt bezárták.
A National Geographic Channel MegaStructures című dokumentumsorozatának egyik epizódja részletesen követi végig a hullámvasút építési munkálatait.

## Galéria

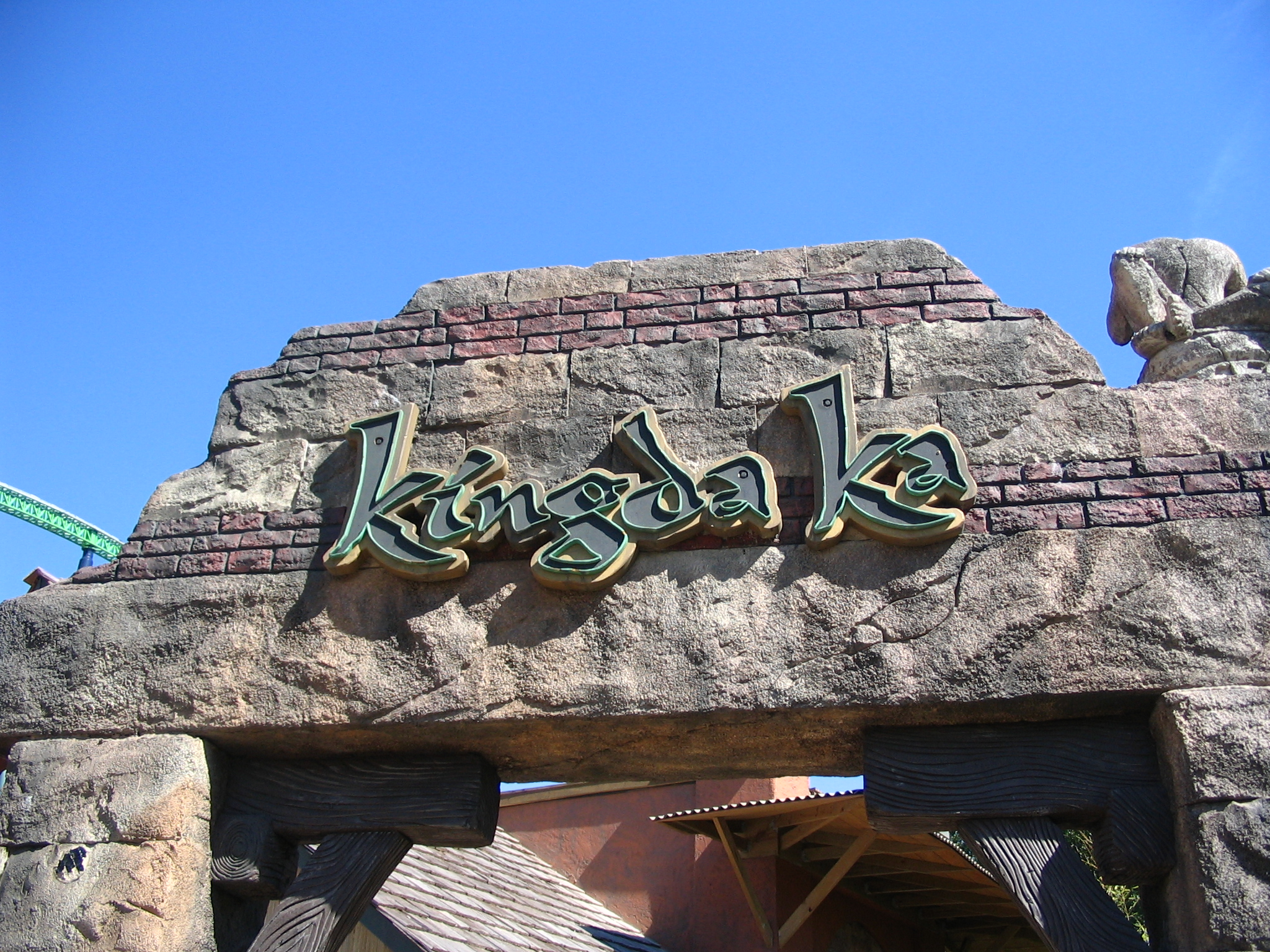
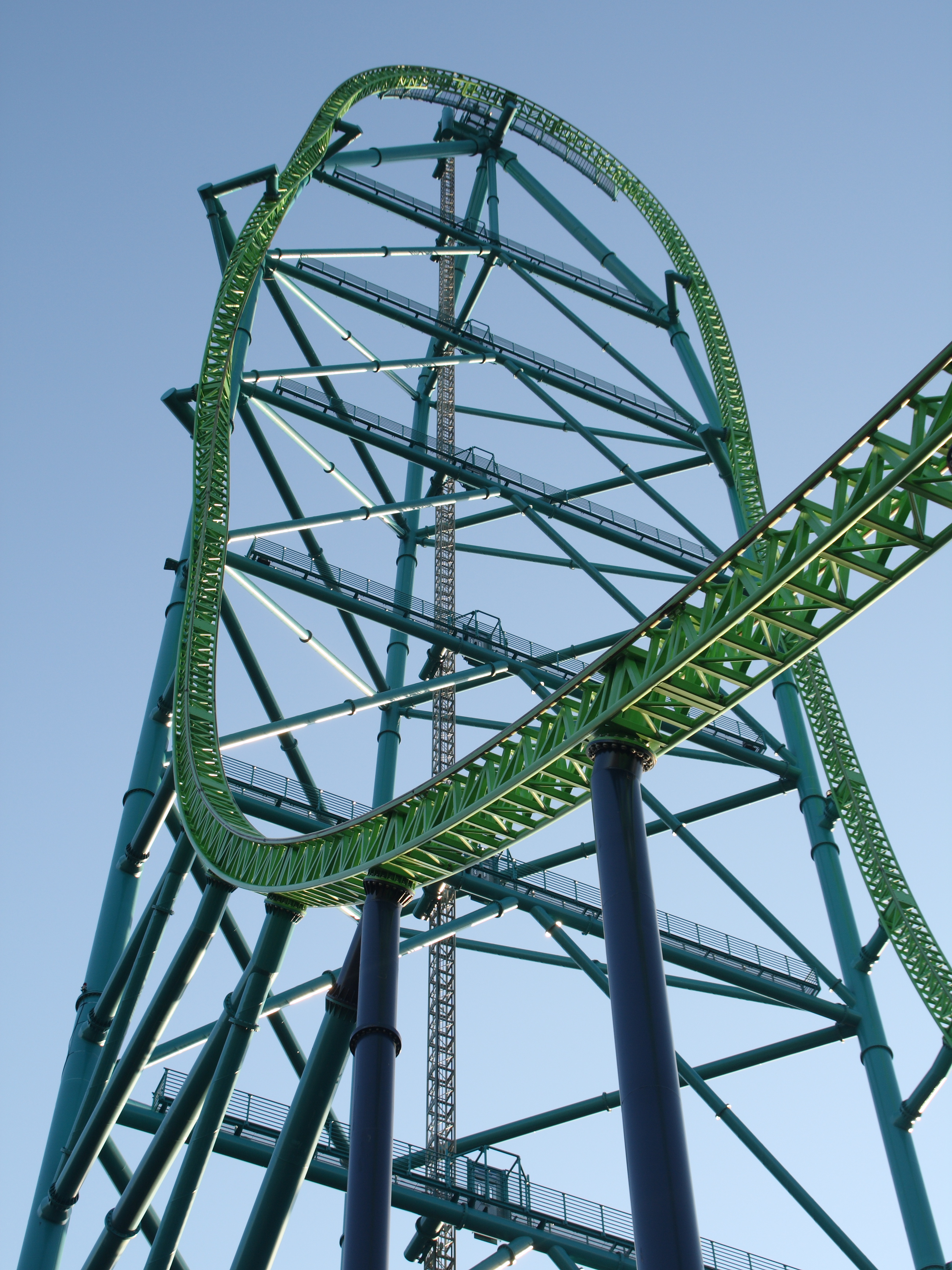
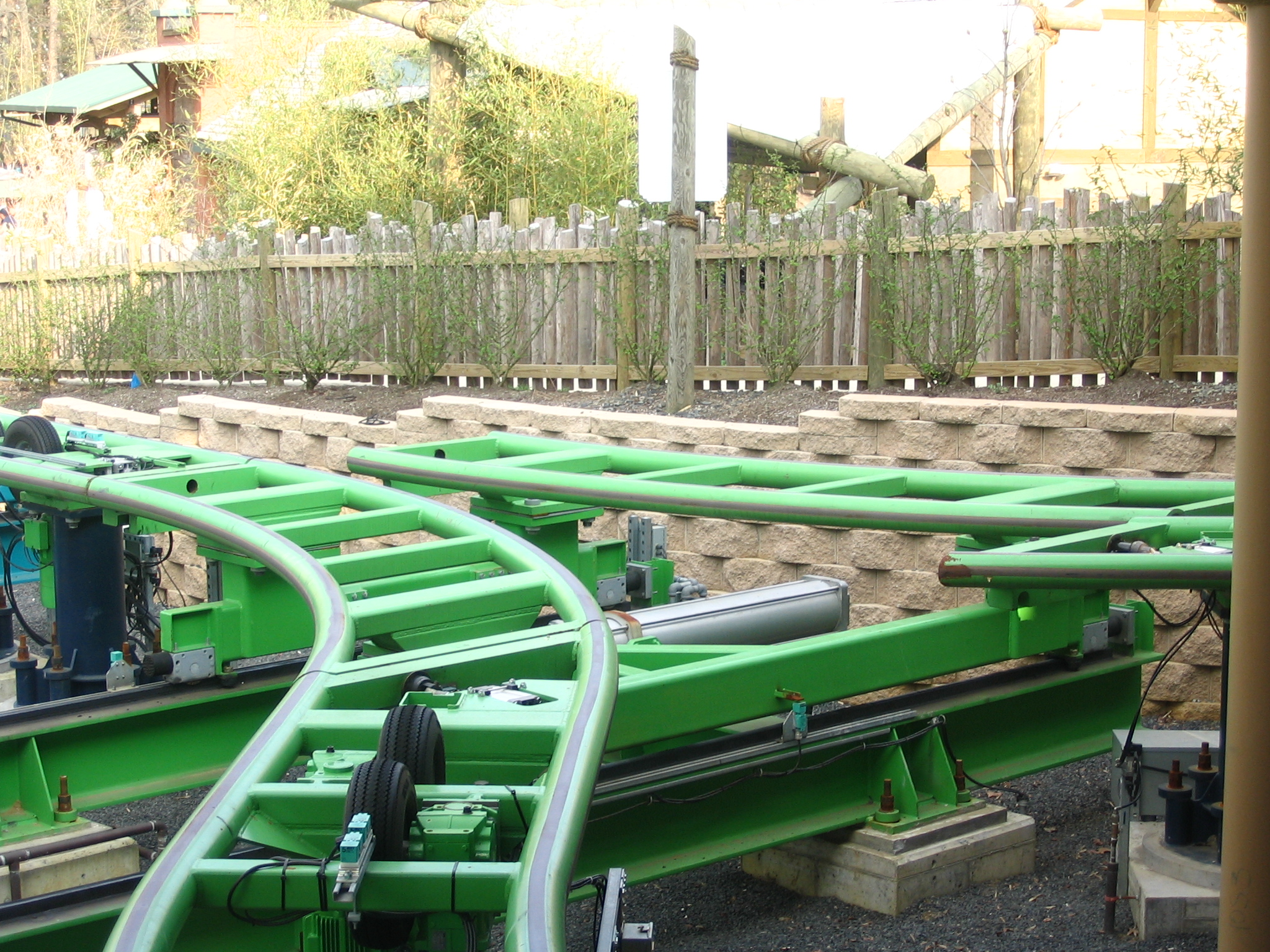
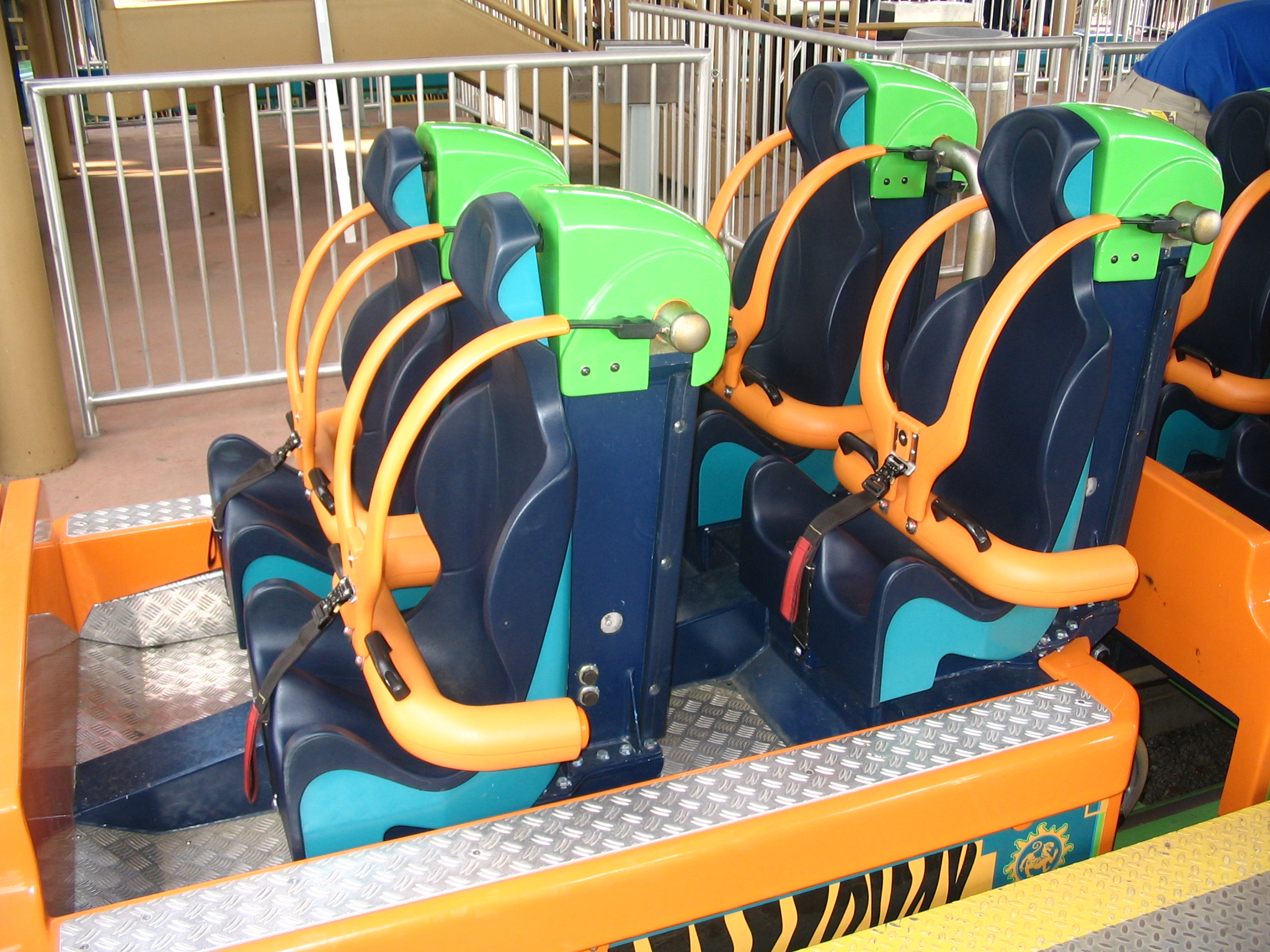